# Spies Like Us (Lied)
 Spies Like Us (englisch für „Spione wie wir“) ist ein Lied des britischen Musikers Paul McCartney, das 1985 als Single A-Seite veröffentlicht wurde. Komponiert wurde es von Paul McCartney.

## Hintergrund
Spies Like Us ist eine eigenständige Single, die von Paul McCartney als Titelsong des gleichnamigen Films Spione wie wir veröffentlicht wurde, somit ist es der zweite Titelsong nach Live and Let Die, den McCartney sang. Die Spionagekomödie aus dem Jahr 1985 wurde von John Landis inszeniert und mit Chevy Chase und Dan Aykroyd in den Hauptrollen besetzt. Der Song taucht kurz am Ende der Abspannsequenz auf. In der Pressemitteilung schrieb McCartney zur Komposition: „John Landis rief mich an und sagte, er wolle ein Up-tempo-Rock'n'Roll-Ding. Ich dachte, ich hätte vielleicht einen Bondy-Song gemacht – das 75-köpfige Orchester, melodischer, vielleicht mit einem orientalischen Touch, die bekannten Zutaten für einen "Spionage"-Song. Ich denke, eines der lustigen Dinge an dem, was ich jetzt mache, ist, diese Dinge ein wenig zu variieren.“
Spies Like Us wurde am 18. November 1985 veröffentlicht, drei Wochen vor dem Kinostart des Kinofilms. Spies Like Us ist nicht im Soundtrack des Films enthalten, der am 21. Februar 1986 in Großbritannien veröffentlicht wurde.
Von Spies Like Us wurden vier Versionen veröffentlicht, neben der der Single-Version (4:40) wurde eine gekürzte DJ-Version (3:46) sowie die beiden Remixe von John Potoker (7:10) und von Art of Noise (3:56) hergestellt.
Spies Like Us erreichte Platz 13 in Großbritannien und in den USA Platz 7 in den jeweiligen Charts. In Deutschland konnte sich die Single sich nicht platzieren. Somit war es die 22. Top-Ten Single in den USA für Paul McCartney und es ist der bisher letzte Top-Ten-Hit in den USA für Paul McCartney als alleiniger Interpret (Stand Januar 2024).
Für das Lied Spies Like Us wurde am 9. und 10. Oktober 1985 ein Musikvideo unter der Regie von John Landis produziert. Chevy Chase und Dan Aykroyd sind in dem Video in der Abbey Road zu sehen. McCartney spielt Gitarre, Bass und Schlagzeug, Chase „spielt“ einen Synthesizer, während Donna Dixon und Vanessa Angel die Backgroundsängerinnen mimen. Aykroyd spielt die Rolle des Produzenten des Songs. Im Video werden auch Ausschnitte vom gleichnamigen Spielfilm eingeblendet. Das Video endet damit, dass McCartney, Chase und Aykroyd über die Abbey Road laufen und das Albumcover der Beatles parodieren.

## Aufnahme

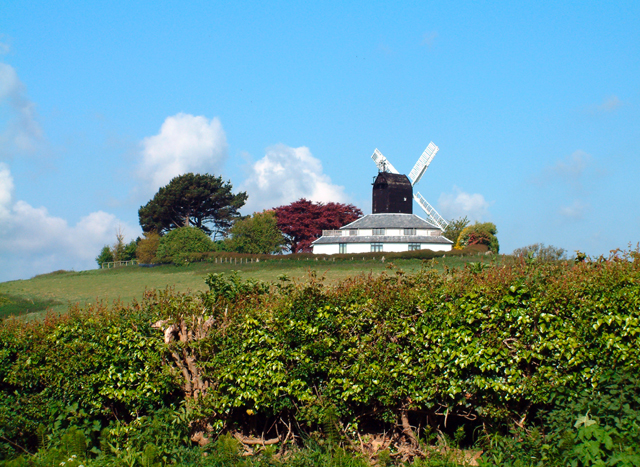
Im Hogg Hill Mill Studio wurden die Aufnahmen eingespielt

Die Aufnahmesessions für Spies Like Us fanden an vier Abenden im September 1985 während der Aufnahmen zum Album Press to Play in McCartney eigenem Hogg Hill Mill Studio in Sussex statt, wobei Phil Ramone, Hugh Padgham und Paul McCartney als Produzenten fungierten. Die Abmischung erfolgte ebenfalls im September.
Besetzung:
- Paul McCartney: Gesang, Bassgitarre, E-Gitarre, Keyboard, Perkussion, Tamburin, Schlagzeug
- Eddie Rayner: Synthesizer
- Linda McCartney: Hintergrundgesang
- Eric Stewart: Hintergrundgesang
- Kate Robbins: Hintergrundgesang
- Ruby James: Hintergrundgesang

## Coverversionen
Es gibt zwei Coverversionen von Spies Like Us.

## Veröffentlichung
- Am 18. November 1985 erschien die Single Spies Like Us / My Carnival;[6] die A-Seite wurde während der Sessions zum Album Press to Play aufgenommen, während die B-Seite My Carnival im Jahr 1975 während der Sessions zum Album Venus and Mars aufgenommen wurde.
- Die Single wurde am 9. Dezember 1985 in Großbritannien auch als Picture-Disc-Single im Shape-Format veröffentlicht.[7] Weiterhin wurde eine 12″-Vinyl-Maxisingle[8] mit folgenden Liedern veröffentlicht: Spies Like Us (Party Mix) / Spies Like Us (Alternative Mix) / Spies Like Us (DJ Version) / My Carnival (Party Mix). Diese Maxisingle wurde am 2. Dezember 1985 in Großbritannien auch als Picture-Disc veröffentlicht.[9] Die Promotion-7″-Vinyl-Single[10] und 12″-Vinyl-Single[11] in den USA enthält jeweils die Single-Version und die gekürzte DJ-Version.
- Am 9. August 1993[12] wurde die CD Press to Play in einer von Peter Mew remasterten Version mit zwei weiteren Bonusstücken veröffentlicht. Einer der Bonusstücke ist Spies Like Us.[13]
- Am 2. Dezember 2022 wurde die Singlebox The 7″ Singles Box veröffentlicht, die auch Spies Like Us enthält.